# Trenes ExtraLargos

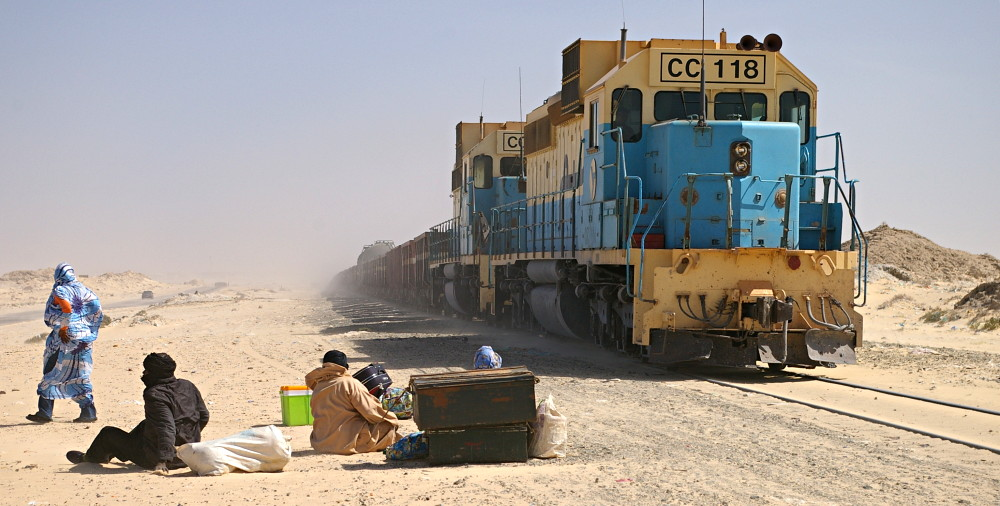
Tren con mineral de hierro de Mauritania Railway en la estación de Nuadibú.

La longitud de un tren se puede medir en número de vagones (para cargas a granel como carbón y mineral de hierro) o en metros para carga general. Las longitudes de los trenes y las cargas en los ferrocarriles electrificados, especialmente en los de voltaje más bajo de 3000 V CC y 1500 V CC, están limitados por consideraciones de tracción y potencia. El mecanismo de tiro y los acoplamientos también pueden ser un factor limitante, junto con las curvas, las pendientes y las longitudes de los bucles cruzados.
Trenes de mercancías muy largos con una longitud total de 3 km (1,9 mi) o más son posibles con el advenimiento de la energía distribuida, o unidades locomotoras adicionales entre o detrás de largas filas de vagones de carga. Las unidades locomotoras adicionales permiten cargas mucho más largas y pesadas sin los mayores riesgos de descarrilamiento derivados del estrés de tirar de filas muy largas de vagones en las curvas.

## Cargas a granel
- Australia

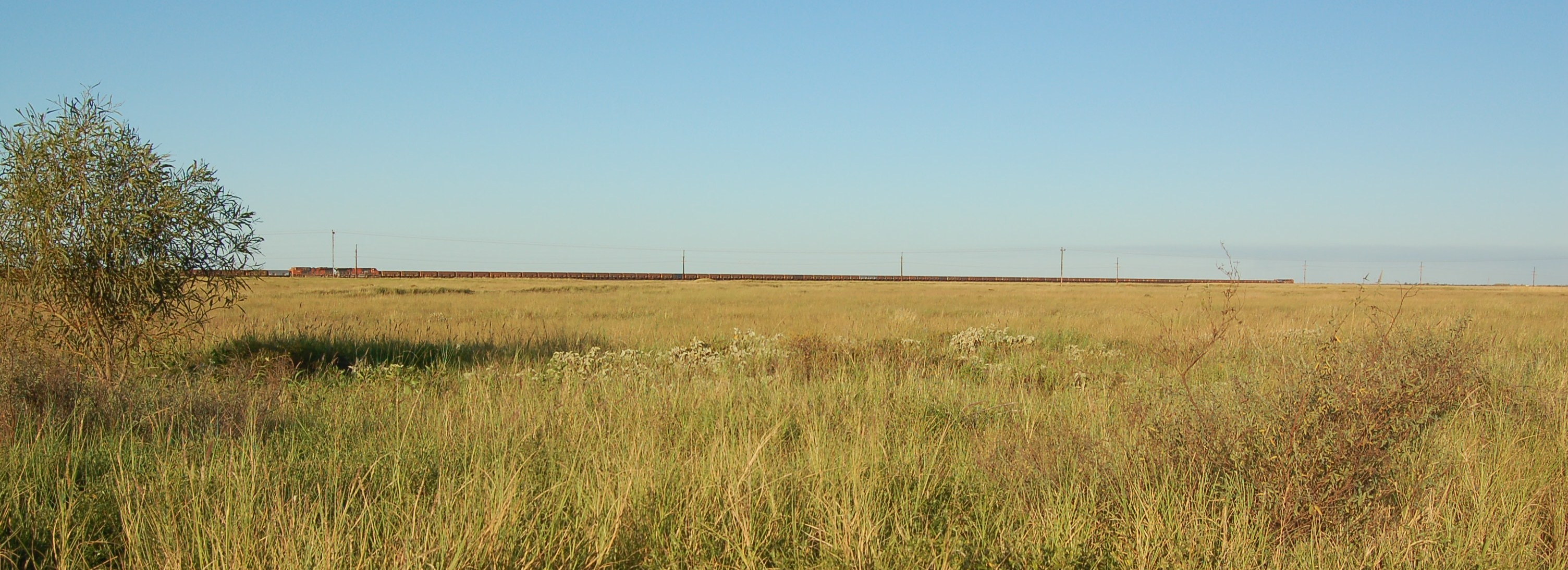
Un tren BHP Billiton Iron Ore con 264 vagones sale de Port Hedland en el ferrocarril Mount Newman hacia Newman, Australia Occidental, con las unidades principales a la derecha y las unidades de energía distribuida a la izquierda.

  - El tren con mineral de hierro de BHP tiene típicamente 268 vagones y un peso total del tren de 43.000 toneladas (transportando 24.200 toneladas de mineral de hierro), 2,8 km de largo, dos locomotoras SD70ACe al frente del tren y dos locomotoras SD70ACe con control remoto como ayudantes en el medio del tren.[2]
    - BHP solía correr trenes con mineral de hierro, de 336 vagones de 44.500 toneladas, de más de 3 km de largo, con seis a ocho locomotoras incluyendo una unidad remota intermedia. Esta operación parece haber cesado desde que la línea troncal fue llevada completamente a vía doble en mayo de 2011.[3]
    - El tren récord, con minerales de la misma empresa, con 682 vagones y 7.300 m de largo, una vez transportó 82.000 toneladas métricas de mineral con un peso total del tren, el más grande del mundo, de 99.734 toneladas . Fue traccionado por ocho locomotoras distribuidas a lo largo de su longitud para mantener controlables las cargas de acoplamiento y el rendimiento en las curva.[4]

  - Carbón de Leigh Creek : 2,8 km, 161 vagones y dos locomotoras.[5][6]
  - Tranvía con caña – 75 vagones ( trocha de 610 mm (2')).[7]
- Brasil
  - Ferrocarril Carajás 1600 mm (5' 3") de trocha. Los trenes de mineral de hierro son típicamente de 330 vagones de largo, totalizando 3 km de longitud.[8]
  - VLI  1600 mm (5' 3") de trocha. Con granos, con 160 vagones tolva y 80 tolvas más 72 FTT (para transporte de pulpa) que suman alrededor de 3,2 km de largo.[9]
- China
  - El ferrocarril Datong-Qinhuangdao es un ferrocarril dedicado al transporte de carbón. Cada tren típico transporta 20.000 toneladas de carbón utilizando 210 vagones y dos locomotoras HXD1, con una longitud total 2,614 km (1,6 mi) .[10]
- India
  - Indian Railways operó el tren más largo de India el 15 de agosto de 2022. El tren de carga 'Super Vasuki' era de 3,5 km (2,2 mi) de largo y tenía un total de 6 locomotoras tirando de 295 vagones de carbón.[11]
- Indonesia (propuesto)
  - Carbón de Muara Wahau al puerto de Bengalón – 2.196 kilómetros[12]
- Mauritania
  - Los trenes de mineral de hierro del Ferrocarril de Mauritania tienen una longitud de hasta 3 kilómetros. Se componen de 3 o 4 locomotoras diésel-eléctricas EMD, de 200 a 210 vagones, cada uno de los cuales transporta hasta 84 toneladas de mineral de hierro y 2 o 3 vagones de servicio.
- Sudáfrica
  - Trenes de mineral de la línea ferroviaria Sishen-Saldanha con 1067 mm (3' 6") de trocha – 4.1 kilómetros[13]
- Ucrania
  - 12.000 toneladas[14]

## Carga general

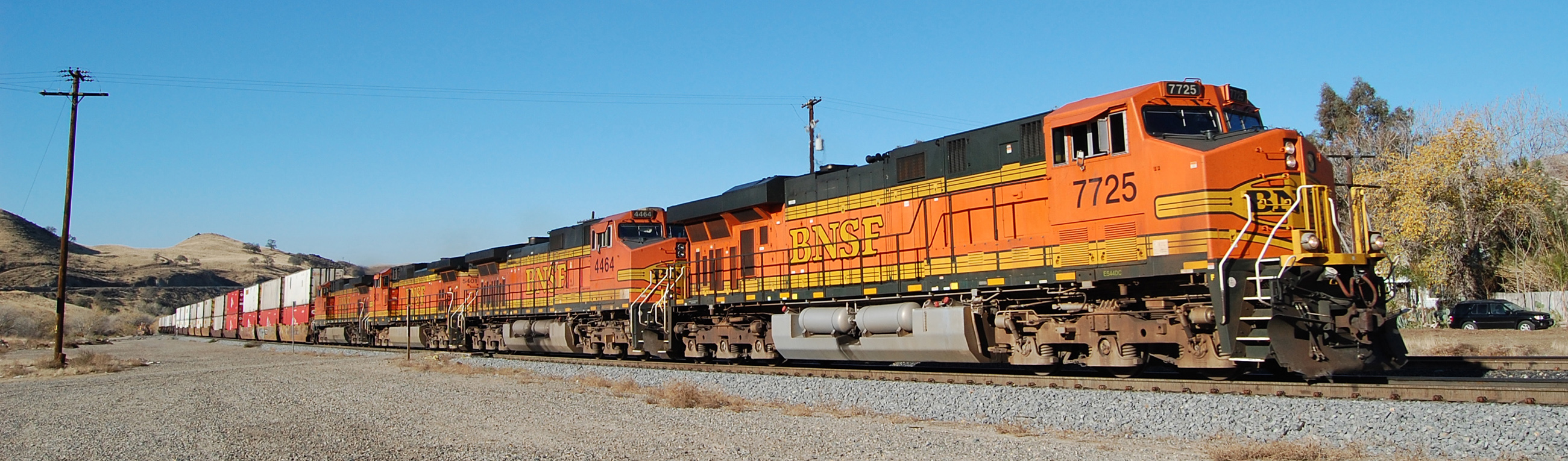
Un tren BNSF cargado con vagones de doble piso en Caliente, California, Estados Unidos.

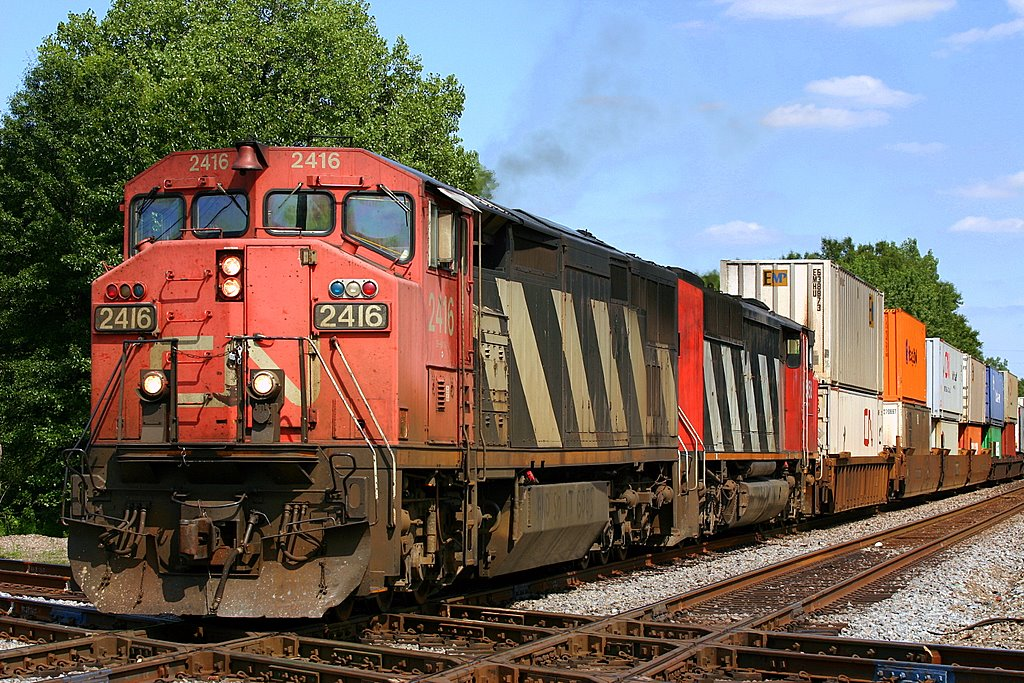
Un tren con contenedores de doble piso del Ferrocarril Nacional Canadiense.

- 3.658 metros - Estados Unidos - Los trenes están limitados por la capacidad de los frenos de aire. Frenado neumático controlado electrónicamente (180 vagones) – Norma AAR S-4200.
- 1.524 metros - Francia - con locomotora intermedia - prueba
- 1.222 metros: el tren de mercancías Bangalore-Dharmavaram (India)
- 1000 metros  - Países Bajos-Alemania: trenes de prueba de esta longitud - Arabia Saudita 1000 m de doble pila
- 835 metros: en Dinamarca y hasta Hamburgo, Alemania; 2 locomotoras y 82 vagones.

## Trenes de pasajeros

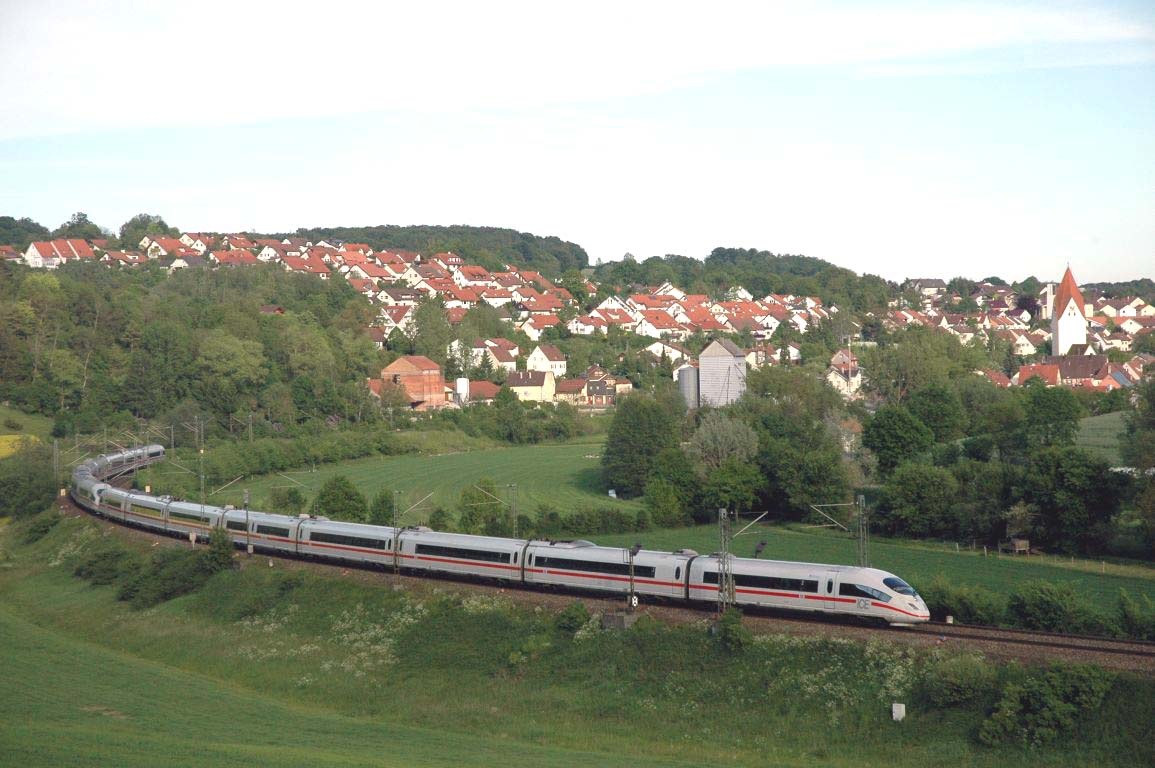
Dos trenes DB AG ICE 3 combinados, en Fils Valley Railway, cerca de Lonsee, Alemania.

- Australia – The Ghan, ejecutando el 2.979 km de Adelaide a Darwin, se alargó a 44 autocares con un total de 1.096 m durante nueve semanas a partir de mayo de 2016.[15]
- Canadá - Canadiense (Via Rail) circula 4.466 km de Toronto a Vancouver y puede tener hasta 30 vagones en los meses de verano, aunque con mayor frecuencia opera con 18 a 22 vagones con hasta tres locomotoras F40PH-2D .[16]

## Pruebas especiales
Estas son pruebas únicas, a veces específicamente para establecer récords.

### Cargas a granel (mineral, carbón, etc.)
- BHP hizo correr el 21 de junio de 2011, 682 vagones, remolcados por ocho locomotoras diesel-eléctricas General Electric GE AC6000CW de 6000 hp controladas por un solo conductor con una longitud total de 7.352 km, en el trayecto de 275 km del ferrocarril de minero hacia Port Hedland en Australia Occidental: peso total de 99.734 toneladas en una línea con ancho de vía (trocha) de 1.435 mm.
- Datong–Qinhuangdao railway, China. El 2 de abril de 2014, un tren experimental funcionó con 320 vagones y seis locomotoras que transportaban una carga de 31.500 toneladas, con una longitud total de 3.971 km.
- Sishen–Saldanha,  Sudáfrica. Funcionó del 26 al 27 de agosto de 1989, compuesto por 660 vagones, 7,302 kilómetros de largo y un peso total de 71,765 toneladas en una línea con ancho de vía de 1,067 mm. El tren estaba compuesto por 16 locomotoras (9 Clase 9E 50 kV AC eléctricas y 7 Clase 37 diésel-eléctricas).
- Tren con carbón a granel de Ekibastuz a los Urales, Unión Soviética, 20 de febrero de 1986. El tren constaba de 439 vagones y varias locomotoras diésel distribuidas a lo largo del tren con una masa total de 43.400 toneladas y una longitud total de 6,5 kilómetros.
- Un tren de prueba de 1991 tirado por dos locomotoras diésel British Rail Class 59, con un peso de 12.108 toneladas y aproximadamente 1,65 km de largo, fue remolcado con éxito moderado desde Merehead Quarry hasta Witham Friary..[17]
- Norfolk and Western Railway Tren con carbón desde Iaeger, Virginia Occidental a Portsmouth, Ohio, el 15 de noviembre de 1967. El tren constaba de 500 vagones y seis locomotoras diésel-eléctricas EMD SD45 distribuidas por todo el tren con un peso total de 48.170 toneladas y una longitud total de 6,5 kilómetros.

### Carga general
- Union Pacific, United States. Run from 8–10 de enero de 2010, consisting of 296 container cars and hauled by nine diesel-electric locomotive spread through the train with a total length of 18 000 pies (3,4 mi; 5,5 km), from a terminal in Texas to Los Angeles.  Around 618 double-stacked containers were carried at speeds up to 70 mph/112 km/h. 14,059 t.[18][19]
- BNSF, United States, 2010—12 832 pies (2,4 mi; 3,9 km)[20]

### Trenes de Pasajeros
- Kijfhoek–Eindhoven, Países Bajos. En 1989, los Ferrocarriles Holandeses (NS) celebraron su 150 aniversario. El 19 de febrero de 1989, NS corrió un tren de prueba con 60 vagones de pasajeros (1.602 metros de largo y un peso de 2.597 toneladas), de los cuales solo los primeros 14 vagones llevaban pasajeros reales, tirados por una locomotora de 1500 V CC. Veinte años después, en 2009, Railz Miniworld repitió la hazaña a menor escala, dentro de su exposición en Róterdam.
- Ghent–Ostend, Bélgica. El 27 de abril de 1991, una locomotora eléctrica y 70 vagones de pasajeros (con un total de 1.733 m y 2.786 toneladas, excluida la locomotora) realizaron un recorrido benéfico para el Fondo Belga contra el Cáncer, superando el récord holandés.[21]
- Rhaetian Railway, Suiza. El 29 de octubre de 2022, Rhaetian Railway celebró el 175.º aniversario de los ferrocarriles suizos con un viaje de una hora y 25 kilómetros desde Preda a Alvaneu en el sureste de Suiza. El tren tenía 4 locomotoras y 100 vagones con una longitud total de 1.910 metros; corría en un ferrocarril de trocha angosta a través de varias curvas y curvas largas.[22][23]